# Cova marina

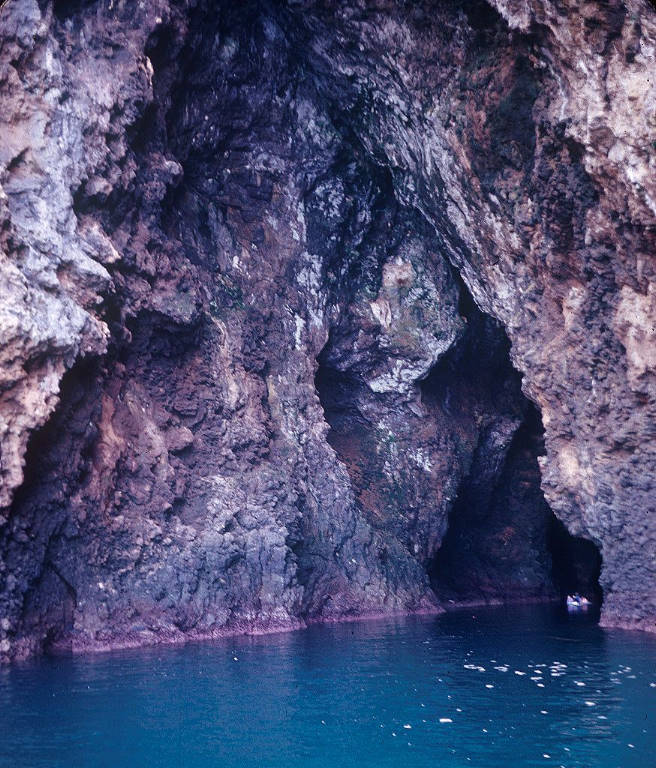
Formació d'una cova marina sobre una falla a l'Illa Santa Cruz (Califòrnia)

Una cova marina o cova litoral és un tipus de cova formada per l'acció erosiva de les aigües marines sobre el litoral. Se'n poden trobar arreu del món, incloent-hi coves marines relictes situades a territoris que actualment es troben terra endins, però anteriorment estaven a la costa. De fet, algunes de les coves marines més grans del món es troben a la costa de Noruega, però 30 metres o més per sobre del nivell del mar actual.